# Eggerding
Eggerding è un comune austriaco di 1 321 abitanti nel distretto di Schärding, in Alta Austria.